# Emil Stang

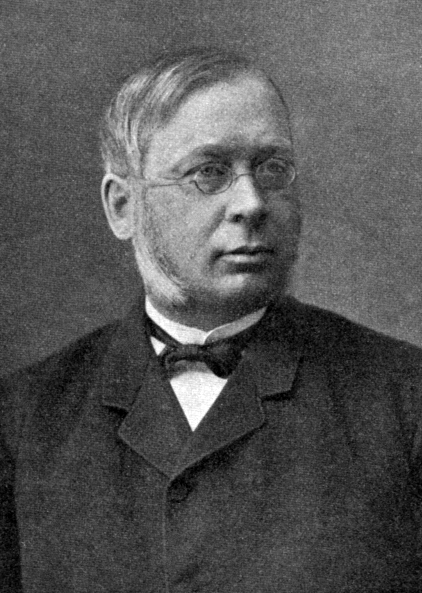
Emil Stang

Emil Stang (* 14. Juni 1834 in Christiania; † 4. Juli 1912 ebenda) war ein norwegischer konservativer Politiker und Jurist. Er war der erste Vorsitzende der konservativen Partei Høyre und norwegischer Ministerpräsident von 1889 bis 1891 und erneut von 1893 bis 1895.
Er saß von 1883 bis 1894 und erneut 1898 bis 1900 als Abgeordneter im norwegischen Parlament Storting. Bereits beim Antritt von Stangs zweiter Regierung erklärte das Parlament sein Misstrauen. Obwohl 1884 das parlamentarische Mehrheitsprinzip etabliert worden war, blieb er mit seinen Ministern zweieinhalb Jahre im Amt.
Stang wurde 1890 mit dem Großkreuz des Sankt-Olav-Ordens ausgezeichnet. Er erhielt auch das Großkreuz des Nordsternordens und den Roten Adlerorden.
Seine Söhne waren Emil Stang und Fredrik Stang.